# Seiko Matsuda
Seiko Matsuda  (松田 聖子?, Matsuda Seiko), nata Noriko Kamachi (蒲池 法子?, Kamachi Noriko) (Kurume, 10 marzo 1962) è una cantante giapponese.
Grazie alla sua popolarità durante gli anni ottanta e la sua lunga carriera, è stata soprannominata dai media giapponesi "idol eterna".
Debutta nel 1980 con il singolo Hadashi no Kisetsu, e nel corso dello stesso anno, Kaze wa Aki-iro diventa il primo dei ventiquattro singoli consecutivi ad arrivare alla prima posizione della classifica giapponese, battendo il precedente record di nove singoli consecutivi del popolare duo Pink Lady. La sequenze di singoli al numero uno terminò con il ventisettesimo singolo Precious Heart, che si fermò alla seconda posizione, non riuscendo a battere Gravity of Love di Tetsuya Komuro. Successivamente Matsuda riuscì ad ottenere un ulteriore singolo al primo posto Anata ni Aitakute ~Missing You~, nel 1996, che fu certificato per aver superato un milione di copie vendute dalla RIAJ.
Matsuda mantenne il record del maggior numero di singoli al numero uno (25) ed il maggior numero di singoli consecutivi al numero uno (24) in Giappone per dodici anni dal 1988 al 2000. Entrambi i record furono sorpassati dal gruppo B'z a fine 2000. Le rimasero entrambi i record della cantante donna con maggior numero di singoli al numero uno, ma anche questo fu superato nel 2006 da Ayumi Hamasaki.
Sì è sposata tre volte. Dal primo matrimonio con l'attore Masaki Kanda ha avuto la figlia Sayaka Kanda, attrice, cantante e doppiatrice.

## Discografia

### Singoli
|    | Titolo                                                                            | Data di uscita | Posizione Oricon | Album                                   | Certificazione |
| -- | --------------------------------------------------------------------------------- | -------------- | ---------------- | --------------------------------------- | -------------- |
| 1  | Hadashi no Kisetsu                                                                | 01/03/1980     | 12               | Squall                                  |                |
| 2  | Aoi Sangoshou                                                                     | 01/07/1980     | 2                | Squall                                  | Oro            |
| 3  | Kaze wa Akiiro/Eighteen                                                           | 01/10/1980     | 1                | North Wind                              |                |
| 4  | Cherry Blossom                                                                    | 21/01/1981     | 1                | Silhouette                              |                |
| 5  | Natsu no Tobira                                                                   | 21/04/1981     | 1                | Silhouette                              |                |
| 6  | Shiroi Parasol                                                                    | 21/07/1981     | 1                | Kazetachinu                             |                |
| 7  | Kaze Tachinu                                                                      | 07/10/1981     | 1                | Kazetachinu                             | Oro            |
| 8  | Akai Sweet Pea                                                                    | 21/01/1982     | 1                | Pineapple                               |                |
| 9  | Nagisa no Balcony                                                                 | 21/04/1982     | 1                | Pineapple                               |                |
| 10 | Komugiiro no Mermaid                                                              | 21/07/1982     | 1                |                                         | Oro            |
| 11 | Nobara no Etude                                                                   | 21/10/1982     | 1                | Candy                                   | Oro            |
| 12 | Himitsu no Hanazono                                                               | 03/02/1983     | 1                | Utopia                                  |                |
| 13 | Tengoku no Kiss                                                                   | 27/04/1983     | 1                | Utopia                                  |                |
| 14 | Glass no Ringo/SWEET MEMORIES                                                     | 01/08/1983     | 1                |                                         | Oro            |
| 15 | Hitomi wa Diamond/Aoi Photograph                                                  | 28/10/1983     | 1                | Canary                                  |                |
| 16 | Rock'n Rouge                                                                      | 01/02/1984     | 1                | Tinker Bell                             |                |
| 17 | Jikan no Kuni no Alice/Natsufuku no Eve                                           | 10/05/1984     | 1                | Tinker Bell                             |                |
| 18 | Pink no Mozart                                                                    | 01/08/1984     | 1                | Windy Shadow                            | Oro            |
| 19 | Heart no Earring                                                                  | 01/11/1984     | 1                | Windy Shadow                            |                |
| 20 | Tenshi no Wink                                                                    | 30/01/1985     | 1                | The 9th Wave                            |                |
| 21 | Boy no Kisetsu                                                                    | 09/05/1985     | 1                | The 9th Wave                            |                |
| 22 | Dancing Shoes (Club Mix) Pubblicato come SEIKO                                    | 24/06/1985     | 1                | SOUND OF MY LIFE                        |                |
| 23 | Strawberry Time                                                                   | 22/04/1987     | 1                | Strawberry Time                         |                |
| 24 | Pearl-White Eve                                                                   | 06/11/1987     | 1                |                                         |                |
| 25 | Marrakech~marrakech~                                                              | 14/04/1988     | 1                | Citron                                  |                |
| 26 | Tabidachi no Freesia                                                              | 07/09/1988     | 1                |                                         |                |
| 27 | Precious Heart                                                                    | 15/11/1989     | 2                | Precious Moment                         |                |
| 28 | All the way to Heaven Pubblicato come SEIKO                                       | 30/04/1990     | -                | Seiko                                   |                |
| 29 | THE RIGHT COMBINATION Pubblicato come SEIKO in collaborazione con Donnie Wahlberg | 15/07/1990     | 28               | Seiko                                   |                |
| 30 | Who's that boy Pubblicato come SEIKO                                              | 01/10/1990     | -                | Seiko                                   |                |
| 31 | We Are Love                                                                       | 21/11/1990     | 16               | We Are Love                             |                |
| 32 | Kitto, Mata Aeru...                                                               | 05/02/1992     | 4                | 1992 Nouvelle Vague                     | Oro            |
| 33 | Anata ni Subete ni Naritai/Shinin' Shinin'                                        | 01/08/1992     | 31               | 1992 Nouvelle Vague                     |                |
| 34 | Taisetsu na Anata                                                                 | 21/04/1993     | 7                | DIAMOND EXPRESSION                      |                |
| 35 | A Touch of Destiny                                                                | 21/05/1993     | 51               | DIAMOND EXPRESSION                      |                |
| 36 | Kakowarete, Ai-jing Pubblicato come MATSUYAKKO                                    | 10/11/1993     | 63               |                                         |                |
| 37 | Mou Ichido, Hajime Kara                                                           | 11/05/1994     | 22               | Glorious Revolution                     |                |
| 38 | Kagayaita Kisetsu he Tabidatou                                                    | 01/12/1994     | 12               | It's Style '95                          |                |
| 39 | Suteki ni Once Again                                                              | 21/04/1995     | 22               | It's Style '95                          |                |
| 40 | Anata ni aitakute~Missing You~/Ashita he to Kakedashite Yukou                     | 22/04/1996     | 1                | Sweetest Time                           | Diamante       |
| 41 | Let's Talk about it Pubblicato come SEIKO                                         | 24/04/1996     | -                | WAS IT THE FUTURE Pubblicato come SEIKO |                |
| 42 | I'll Be There For You Pubblicato con Robbie Nevil                                 | 17/05/1996     | 35               | WAS IT THE FUTURE Pubblicato come SEIKO |                |
| 43 | Sayonara no Shunkan                                                               | 18/11/1996     | 5                | Guardian Angel                          |                |
| 44 | Good For You Pubblicato come SEIKO                                                | 10/12/1996     | -                | WAS IT THE FUTURE Pubblicato come SEIKO |                |
| 45 | Watashi Dake no Tenshi~Angel~/Anata no Sono mune ni                               | 23/04/1997     | 5                | My Story                                |                |
| 46 | Gone with the rain                                                                | 03/12/1997     | 28               | Sweetest Time                           |                |
| 47 | Koisuru Omoi~Fall in love~                                                        | 17/06/1998     | 34               | Forever                                 |                |
| 48 | Touch the LOVE                                                                    | 26/11/1998     | 66               |                                         |                |
| 49 | Kanashimi no Port                                                                 | 27/10/1999     | 27               | Eien no Shojo                           |                |
| 50 | 20th Party                                                                        | 07/05/2000     | 17               | 20th Party                              |                |
| 51 | Shanghai Love Song                                                                | 07/06/2000     | 37               | 20th Party                              |                |
| 52 | Unseasonable Shore                                                                | 07/06/2000     | 35               | 20th Party                              |                |
| 53 | True Love Story/Sayonara no Kiss wo Wasuretai Pubblicato con Hiromi Go            | 27/09/2000     | 7                |                                         |                |
| 54 | The Sound of Fire                                                                 | 29/11/2000     | 46               | LOVE & EMOTION VOL.1                    |                |
| 55 | Anata Shika Mienai                                                                | 20/06/2001     | 30               | LOVE & EMOTION VOL.1                    |                |
| 56 | Ai♡Ai~100％♥Pure Love~                                                            | 14/11/2001     | 49               | LOVE & EMOTION VOL.2                    |                |
| 57 | all to you Pubblicato come SEIKO                                                  | 30/04/2001     | -                | area62                                  |                |
| 58 | Suteki na Ashita                                                                  | 05/06/2001     | 29               |                                         |                |
| 59 | just for tonight Pubblicato come SEIKO                                            | 17/06/2002     | -                | area62                                  |                |
| 60 | Call Me                                                                           | 04/06/2003     | 17               | Sunshine                                |                |
| 61 | Aitai                                                                             | 26/05/2004     | 12               | Sunshine                                |                |
| 62 | smile on me Pubblicato come SEIKO with Crazy.T                                    | 07/07/2004     | 18               |                                         |                |
| 63 | Eien Sae Kanjita Yoru                                                             | 02/02/2005     | 34               | fairy                                   |                |
| 64 | I'll fall in love                                                                 | 24/08/2005     | 30               | bless you                               |                |
| 65 | Shiawase na Kimochi                                                               | 21/09/2005     | 28               | bless you                               |                |
| 66 | bless you                                                                         | 26/04/2006     | 29               | bless you                               |                |
| 67 | WE ARE. Pubblicato come PawPaw                                                    | 24/05/2006     | -                |                                         |                |
| 68 | Namida ga Tada Koboreru Dake                                                      | 23/05/2007     | 38               | baby's breath                           |                |
| 69 | Manatsu no Yoru no Yume Pubblicato con Takashi Fuji                               | 01/08/2007     | 36               |                                         |                |
| 70 | Christmas no Yoru                                                                 | 21/11/2007     | 34               |                                         |                |
| 71 | Hanabira Mau Kisetsu ni                                                           | 19/03/2008     | 32               | my pure prelude                         |                |
| 72 | Love is all                                                                       | 25/06/2008     | 32               |                                         |                |
| 73 | Ano Kagayaita Kisetsu                                                             | 22/10/2008     | 30               |                                         |                |
| 74 | Idol Mitai ni Utawasete Pubblicato come Yajimabiyojitsu feat. Princess Seiko      | 21/04/2010     | 16               |                                         |                |
| 75 | Ikutsu Yoake wo Kazoetara                                                         | 05/05/2010     | 12               |                                         |                |
| 76 | Tokubetsu na Koibito                                                              | 23/11/2011     | 14               | Very Very                               |                |
| 77 | Namida no Shizuku                                                                 | 02/05/2012     | 20               | Very Very                               |                |
| 78 | LuLu!!                                                                            | 22/05/2013     | 23               | A Girl in the Wonder Land               |                |
| 79 | Yume ga Samete Pubblicato con Chris Heart                                         | 30/10/2013     | 14               |                                         |                |
| 80 | I love You ~Anata no Hohoemi ni~                                                  | 21/05/2014     | 27               | Dream & Fantasy                         |                |
| 81 | Eien no Motto Hate Made/Wakusei ni Naritai                                        | 28/10/2015     | 11               | Shining Star                            |                |
| 82 | Bara no you ni Saite Sakura no You ni Chitte                                      | 21/09/2016     | 6                | Daisy                                   |                |

### Album
- 1980 Squall
- 1980 North Wind
- 1981 Silhouette
- 1981 Kazetachinu
- 1982 Pineapple
- 1982 Candy
- 1983 Utopia
- 1983 Canary
- 1984 Tinker Bell
- 1984 Windy Shadow
- 1985 The 9th Wave
- 1985 Sound Of My Heart
- 1986 Supreme
- 1987 Strawberry Time
- 1988 Citron
- 1989 Precious Moment
- 1990 Seiko
- 1990 We Are Love
- 1991 Eternal
- 1992 1992 Nouvelle Vague
- 1992 Sweet Memories '93
- 1993 Diamond Expression
- 1993 A Time for Love
- 1994 Glorious Revolution
- 1995 It's Style '95
- 1996 Vanity Fair
- 1996 Was It The Future
- 1996 Guardian Angel
- 1997 My Story
- 1997 Sweetest Time
- 1998 Forever
- 1999 Eien no Shoujo
- 2000 20th Party
- 2001 Love & Motion Vol.1
- 2001 Love & Motion Vol.2
- 2002 Area62
- 2004 Sunshine
- 2005 Fairy
- 2005 Under the beautiful stars
- 2006 Bless You
- 2006 Eternal II
- 2007 Baby's Breath
- 2008 My Pure Melody
- 2010 My Prelude
- 2011 Cherish
- 2012 Very Very
- 2013 A Girl in the Wonderland
- 2014 Dream & Fantasy
- 2015 Bibbidi-Bobbidi-Boo
- 2016 Shining Star
- 2017 Daisy
- 2018 Marry-go-round
- 2020 SEIKO MATSUDA 2020
- 2021 Zoku 40 Shuunenkinen Album「SEIKO MATSUDA 2021」

### Album di Cover
|   | Titolo       | Data di uscita | Posizione Oricon |
| - | ------------ | -------------- | ---------------- |
| 1 | SEIKO JAZZ   | 29/03/2017     | 6                |
| 2 | SEIKO JAZZ 2 | 20/02/2019     | 11               |
| 3 | SEIKO JAZZ 3 | 14/02/2024     | 11               |